# 1964 في لبنان
فيما يلي قوائم الأحداث التي وقعت خلال عام 1964 في لبنان.

## أفلام
من الأفلام التي صدرت هذه السنة في لبنان:
- 1 يناير – بياع الخواتم

## مواليد

### يناير
- 1 يناير – علي حسن خليل
- 1 يناير – فيليب عرقتنجي مخرج أفلام فرنسي.[1]
- 1 يناير – وئام وهاب سياسي لبناني.

### مارس
- 10 مارس – كوركن ينكيباريان لاعب كرة قدم لبناني.[2]

### مايو
- 4 مايو – عمر القطان مخرج أفلام فلسطيني.[3]

### يونيو
- 13 يونيو – محمد علي حمادي

### يوليو
- 4 يوليو – إيلي صعب رائد أعمال لبناني.[4]
- 20 يوليو – مي شدياق صحفية لبنانية.

### سبتمبر
- 2 سبتمبر – كيانو ريفز[5]

### أكتوبر
- 21 أكتوبر – بريجيت غابرييل صحفية أمريكية.

### نوفمبر
- 1 نوفمبر – كابي ليون سياسي لبناني.

## وفيات

### يناير
- 11 يناير – بشارة الخوري (مواليد 1890) سياسي لبناني.[6]